# Amor rende sagace
Amor rende sagace és una òpera en un acte composta per Domenico Cimarosa sobre un llibret italià de Giovanni Bertati. S'estrenà al Burgtheater de Viena l'1 d'abril de 1793.